# 新營資訊暨管理學院籌設案
23°17′14″N 120°20′29″E / 23.28722°N 120.34139°E
新營資訊暨管理學院籌設案，是2000年代的臺灣民間興學計畫，規劃於臺南縣柳營鄉太康村設立私立大學。該案經大眾媒體報導，有「賣麵興學」之喻。該案終被放棄。

## 沿革
由立委王幸男、學界馬伯煌等人於1999年發起成立新營資訊暨管理學院籌備處，校地選在柳營鄉太康村，位於大新營工業區（柳營科技工業區）西側。

### 籌備設校
2000年3月籌備處取得臺灣糖業公司租賃土地的同意書，同年4月向教育部提出設校申請，同年籌設案獲教育部審議。2001年5月原則同意設校，籌備處於7月向臺糖取得土地使用權，8月該校通過土地開發環境影響評估，10月獲內政部區域計畫委員會議審議，12月發函許可，開始進行校地建設，計畫於2002年招生。
籌設案的資金籌措並不順利，許多在籌備初期允諾出資的人紛紛縮手。籌備處遂以出資者之一李錦銘早年失學捐出畢生積蓄籌設大學為題，搭配媒體及電視廣告宣傳，向外界募款，並投書中華民國總統府，建校計畫終獲得迴響，陳水扁以及民意代表紛紛表示對建校案的支持。自由時報也刊出「賣牛肉麵的阿銘，立志籌設大學，目前已經募集了九億多元經費」。

### 計畫中輟
由於臺灣高等教育市場已經飽和，教育部核准新校趨於嚴格，同時期申設的私校計畫有17件，後來成功建校者僅有高鳳數位內容學院、法鼓佛教學院、馬偕醫學院。新營資訊暨管理學院籌設案並非財團或宗教界興辦，雖有政界人士支持以及媒體廣泛報導，至2002年，募集資金仍遠低於12億臺幣的設校門檻，計畫最終被放棄。預定地後被設置為「太康有機農業專區」。

## 其他
此校的設制，主要是新營、乃至臺南溪北地區的部分民意希望有大學的情況下而推動。隨著新營資訊暨管理學院案中止，後來改為爭取國立成功大學至新營設置農學院。另外，與「新營資訊暨管理學院籌設案」同時期籌設，後來設校成功的高鳳數位內容學院，在經營10年後，無法抵擋少子化對臺灣高等教育市場的衝擊，最終於2014年停辦。

## 外部連結
- 電視廣告 臺灣CF歷史資料館，TOYOTA-SURF-阿銘牛肉麵-新營大學篇 （YouTube上的）